# Stella Musy
Stella Musy, nacida como Maria Stella Musy  (Roma, 1970), es una actriz y actriz de voz italiana. Es la hija del actor Gianni Musy.

## Actriz de voz (parcial)
- Super Doll Licca Chan
- Law & Order: Special Victims Unit (voz italiana de Jennifer Love Hewitt, temporada 12)
- Once Upon a Time (voz italiana de Jennifer Morrison)
- Es la voz italiana de:
Liv Tyler
Kate Hudson